# Naturschutzgebiet Rodenbeker Quellental

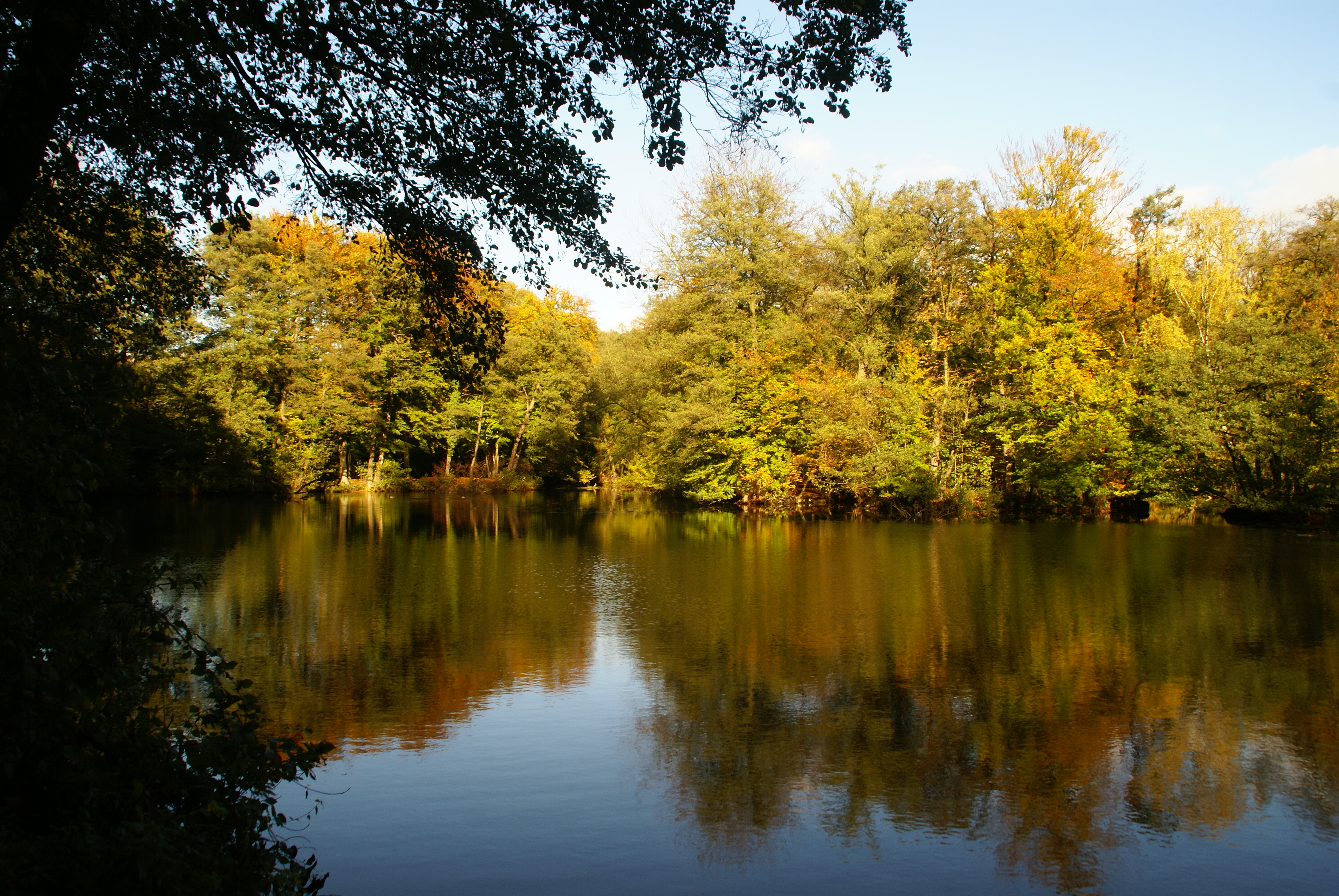
Rodenbeker Teich

Das Naturschutzgebiet Rodenbeker Quellental ist ein 84 Hektar großes eiszeitliches Schmelzwasser-Flusssystem im Nordosten von Hamburg. Es liegt im ehemaligen Randbereich der Weichsel-Vereisung. Örtlich gibt es Erhebungen in Form von Grundmoränen. Die Geländehöhe beträgt zwischen 15 und 20 Meter über Normalhöhennull.
Das Gelände erhielt am 25. Januar 1977 seinen Schutzstatus, ursprünglich mit 47 Hektar Größe. Am 26. Juli 2011 gab der Hamburger Senat eine Erweiterung um 37 Hektar auf 84 Hektar bekannt.
Im Quellental finden sich großflächige Ablagerungen eines Eisstausees, die heute von diversen kleineren Beken, kleinen Flüssen, durchschnitten werden. Es sind dies die Rodenbek, die Bredenbek, die Lottbek, die Mühlenbek und weitere kleine Bäche.
Alle fließen in Ost-West-Richtung zur Alster, einem nördlichen Nebenfluss der Elbe.
Die Entstehung des Rodenbeker Quellentales begann in der Weichseleiszeit, als der Bredenbek-Gletscher sich langsam zurückzog und sich das Schmelzwasser an der Gletscherbasis seinen Weg zur Alster suchte.
Das heutige Erscheinungsbild des Quellentales ist auch auf Quellerosion zurückzuführen.